# Děkovná medaile
Děkovná medaile (slovensky Ďakovná medaila) je slovenská medaile udělovaná prezidentem Slovenské republiky. Vyznamenání je podřízené státním vyznamenáním ukotvených v zákoně o státních vyznamenáních Slovenské republiky.

## Vznik
Současná podoba medaile byla vytvořena v roce 2017 za prezidentského úřadu Andreje Kisky.

## Oblasti udělování
Medaile se uděluje za:
- Za přínos a zásluhy o Slovenskou republiku a její rozvoj
- zásluhy o reprezentaci Slovenské republiky a o šíření dobrého jména Slovenské republiky v zahraničí
- zásluhy o šíření evropských hodnot a mírových hodnot
- zásluhy o dodržování a ochranu základních práv a svobod
- zásluhy o rozvoj demokracie, zásluhy o šíření a ochranu myšlenek humanismu a pluralismu
- zásluhy o zabezpečování řádného chodu ústavních orgánů
- zásluhy o rozvoj společnosti především v oblasti obrany a bezpečnosti
- zásluhy o právo
- zásluhy o hospodářství
- zásluhy o vědu a techniku
- zásluhy v sociální oblasti
- zásluhy v oblasti školství
- zásluhy v oblasti vzdělávání
- zásluhy v oblasti vědy
- zásluhy v oblasti kultury
- zásluhy v oblasti sportu
- ocenění za záchranu lidského života a materiálních hodnot

## Ocenění

### Významní nositelé
- Rudolf Schuster (2024)[4]
- Mikuláš Dzurinda (2024)
- Magda Vášáryová (2024)
- Pavol Hrušovský (2024)
- Ján Figeľ (2024)
- Maroš Šefčovič (2024)
- Ivan Korčok (2024)
- Béla Bugár (2024)
- Peter Weiss (2024)
- Rastislav Káčer (2024)
- František Šebej (2024)
- Miroslav Wlachovský (2024)
- Martin Bútora (2024)
- Mária Patakyová (2022)
- Ján Šikuta (2022)
- Veronika Velez Zuzulová (2018)
- Daniela Hantuchová (2017)

### Nositelé in-memoriam
- Ján Černek (2018)
- Viliam Žingor (2018)
- Karol Pekník (2018)
- Július Nosko (2018)
- Rudolf Viest (2018)
- Ján Golian (2018)

### Kolektivní nositelé
- Modul pozemního hasení lesních požárů Hasičského a záchranného sboru SR (2021)
- 57. samostatný oddíl Sil pro speciální operace Ozbrojených Sil Slovenské republiky (2024)[5]